# Jack Garfinkel
Jack "Dutch" Garfinkel (Brooklyn, 13 de junio de 1918-14 de agosto de 2013) fue un jugador de baloncesto estadounidense que disputó tres temporadas en la BAA, además de jugar en la NBL, ABL y otras ligas menores. Con 1,83 metros de estatura, jugaba en la posición de base.

## Trayectoria deportiva

### Universidad
Jugó durante tres temporadas con los Red Storm de la Universidad de St. John's, promediando en la última de ellas 7,0 puntos por partido, siendo galardonado con el Premio Haggerty al mejor baloncestista universitario del área metropolitana de Nueva York. En el total de su carrera con los Red Storm promedió 5,9 puntos por partido.

### Profesional
Comenzó su carrera profesional jugando en diferentes ligas del país, como la ABL, donde conseguiría ganar el título en 1945 jugando con los Philadelphia Sphas, la New York State League o la NBL, en la que ganó también el título de campeón en 1946 con los Rochester Royals, promediando 1,6 puntos por partido, viéndose interrumpida la misma por incorporarse al servicio militar durante la Segunda Guerra Mundial.
En 1946 es traspasado a los Boston Celtics, donde jugó tres temporadas, destacando la 1947-48, en la que promedió 6,1 puntos y 1,4 asistencias por partido.
Tras retirarse, fue entrenador y árbitro en el área de Nueva York, tanto a nivel de high school, de universidad y profesional.

#### Estadísticas en la BAA

##### Temporada regular
| Temporada | Edad | Equipo         | Liga | P  | TC  | TCA | %TC  | TL  | TLA | %TL  | ASIS | FP  | PTS |
| 1946-47   | 28   | Boston Celtics | BAA  | 40 | 2.0 | 7.6 | .266 | 0.4 | 0.7 | .607 | 1.5  | 1.6 | 4.5 |
| 1947-48   | 29   | Boston Celtics | BAA  | 43 | 2.7 | 8.8 | .300 | 0.8 | 1.1 | .761 | 1.4  | 1.8 | 6.1 |
| 1948-49   | 30   | Boston Celtics | BAA  | 9  | 1.3 | 7.8 | .171 | 1.1 | 1.6 | .714 | 1.9  | 2.1 | 3.8 |
| Total     |      |                | BAA  | 92 | 2.3 | 8.2 | .275 | 0.7 | 1.0 | .705 | 1.5  | 1.7 | 5.2 |

##### Playoffs
| Temporada | Edad | Equipo         | Liga | P | MIN | TCA | TC | TLA | TL | ASIS | FP | PTS | %TC  | %3P | %FT  | MIN | PTS | AST |
| 1947-48   | 29   | Boston Celtics | BAA  | 3 |     | 7   | 23 | 8   | 10 | 7    | 15 | 22  | .304 |     | .800 |     | 7.3 | 2.3 |
| Total     |      |                | BAA  | 3 |     | 7   | 23 | 8   | 10 | 7    | 15 | 22  | .304 |     | .800 |     | 7.3 | 2.3 |